# Ruminitis
Die Ruminitis ist eine Entzündung der Schleimhaut des Pansens (Rumen) bei Wiederkäuern.

## Ursachen
Eine Ruminitis ist zumeist nichtinfektiös bedingt. Häufigere Ursachen sind
- eine Verschiebung des pH-Werts in den sauren Bereich (Pansenazidose),
- Aufnahme chemisch schädigender Stoffe aus Desinfektionsmitteln (Formalin, Kupfersulfat) oder Düngemitteln,
- Aufnahme heißer Futtermittel (Schlempe).

Bei vorheriger Schleimhautschädigung kann sie auch durch verschiedene Bakterien (Arcanobacterium pyogenes, Fusobacterium necrophorum) verursacht werden. Schließlich ist eine Ruminitis als Begleiterscheinung bei einigen Viruserkrankungen (Maul- und Klauenseuche, Bösartiges Katarrhalfieber) möglich.

## Klinik
Eine akute Ruminitis äußert sich mit Fressunlust, reduzierter Pansenmotorik, Schmerzen im Bauchbereich und Vergiftungserscheinungen. Bei chronischem Verlauf schwankt die Futteraufnahme, die Pansenmotorik ist vermindert und es treten Aufgasungen (Pansentympanie), Durchfall und eine zunehmende Abmagerung auf. Bakterien können das geschädigte Pansenepithel passieren über die Pfortader in die Leber gelangen und Leberabszesse hervorrufen.
Die Diagnose ist zumeist nur durch den Vorbericht oder eine chirurgische Eröffnung des Pansens (Ruminotomie) möglich, bei der entzündlich veränderte Schleimhautbezirke nachgewiesen werden können.

## Therapie
Zur Therapie werden die Schleimhaut einhüllende Mittel (Leinsamenschleim, Haferschleim) über eine Nasenschlundsonde verabreicht. Zur Vermeidung bakterieller Allgemeininfektionen oder Leberabszesse können Antibiotika gegeben werden. Darüber hinaus ist die Behandlung einer eventuell vorliegenden Pansenazidose, also die Abstellung der Ursache notwendig. Durch diätetische Maßnahmen (Heu, Reduzierung der Kraftfuttergabe) kann eine Schleimhautreizung durch saure pH-Werte reduziert werden.